# Ishmael Kalsakau

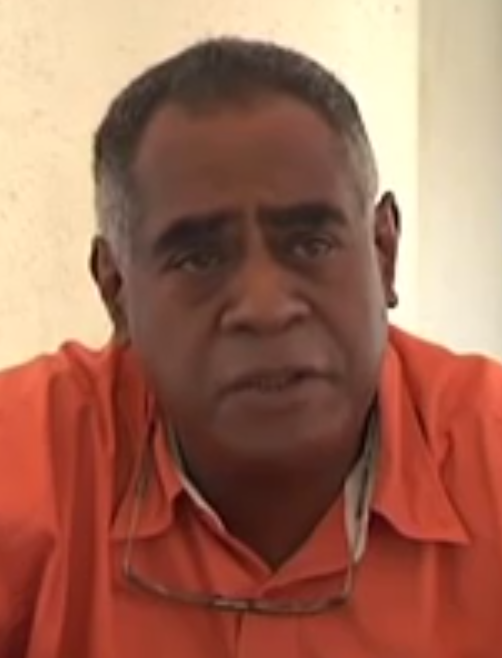
Ishmael Kalsakau (2016)

Alatoi Ishmael Kalsakau ist ein Politiker aus Vanuatu, der unter anderem seit 2016 für die Union of Moderate Parties (UMP) Mitglied im Parlament von Vanuatu ist. Er war von 2022 bis 2023 Premierminister von Vanuatu.

## Leben
Alatoi Ishmael Kalsakau ist einer der Söhne von George Kalsakau (1930–2001), der vor der Unabhängigkeit zwischen 1977 und 1978 Chefminister von Vanuatu war. Er absolvierte ein Studium der Rechtswissenschaften und war 2005 Rechtsberater des Millennium Challenge Account in dem Inselstaat. Er wurde 2007 Generalstaatsanwalt und bekleidete dieses Amt bis zu seinem Rücktritt 2015. Nach der Wahl vom 30. Oktober 2012 veröffentlichte er als Generalstaatsanwalt Anschuldigungen, dass drei Minister, unter anderem Moana Carcasses Kalosil, Stimmenkauf betrieben hätten, um verschiedene Sitze in Port Vila zu halten.
Nachdem er vom Amt des Generalstaatsanwalts zurückgetreten war, wurde er bei der Parlamentswahl am 22. Januar 2016 wurde er für die Union of Moderate Parties (UMP) zum Mitglied im Parlament von Vanuatu gewählt und vertritt dort nach seiner Wiederwahl bei der Wahl am 19./20. März 2020 den Wahlkreis Port Vila. Nach der Wahl 2016 wurde er als Leader of Opposition Oppositionsführer im Parlament sowie zugleich Mitglied des Ausschusses zur Überprüfung der Geschäftsordnung. Nachdem sich Bob Loughman Weibur bei der Wahl zum Premierminister mit 31 zu 21 Stimmen gegen Ralph Regenvanu durchsetzen konnte, übernahm Kalsakau am 20. April 2020 im Kabinett von Premierminister Lougman den Posten als stellvertretender Premierminister sowie zugleich als Innenminister, während Marc Ati Außenminister und Johnny Koanapo Finanzminister wurden.
Bei den vorgezogenen Parlamentswahlen am 13. Oktober 2022 gewann die Vanua’aku Pati 7 von 52 Sitzen, die Union of Moderate Parties 7, die Reunification Movement for Change 5, die Leaders Party of Vanuatu 5, die Rural Development Party 4, die Land and Justice Party 4, die National United Party 4 und die Iauko Group 3. Am 4. November 2022 wurde Ishmael Kalsakau mit 50 Stimmen im 52-köpfigen Parlament zum Premierminister von Vanuatu gewählt. Zu seinem Kabinett gehörten Jotham Napat als Außenminister, Christophe Emelee als Innenminister und John Dahmasing Salong als Finanzminister, während Kalsakau zugleich noch den Posten als Minister für den öffentlichen Dienst übernahm.
Alatoi Ishmael Kalsakau ist der Bruder der Politiker Ephraim Kalsakau (* 1955) und Joshua Kalsakau (* 1971), die ebenfalls Mitglieder des Parlaments waren.